# Gervino
Gervino noto anche come Genzio, Gentino o Gervico (... – XII secolo) è stato un vescovo cattolico italiano.
Viene menzionato per la prima volta nel 1136 come ecclesiastico, che svolgeva funzioni notarili per la cancelleria patriarcale di Aquileia. Divenne vescovo della diocesi di Concordia probabilmente nel 1139.
Il 10 gennaio 1140 concesse a mercanti e portolani la facoltà di costruire case e magazzini sopra il terreno, lungo le sponde del fiume Lemene, dove ora sorge Portogruaro, con lo scopo di favorire un nuovo centro amministrativo per la sua diocesi. Anche se impegnato con lo sviluppo della sua diocesi, Gervioò continuò la sua attività di coadiutore patriarcale, rimanendo particolarmente legato al patriarca di Aquileia Pellegrino I. Nel 1140 accompagnò il patriarca a Verona per la consacrazione della chiesa di San Giorgio. Nel 1150 fu partecipe all’accordo tra il patriarca e Enghelberto, conte di Carinzia, relativo ai danni causati da quest’ultimo alla chiesa aquileiese. 
Nel 1151 fece parte del seguito del patriarca Pellegrino, il quale incontrò a Ratisbona l'imperatore Corrado III e che successivamente a Salisburgo cercò di convincere il locale arcivescovo a schierarsi dalla parte dell'Impero, concedendo al capitolo della locale cattedrale l'esenzione delle tasse di passaggio per il Friuli. 
Seguì ancora il patriarca a Venezia per assistere ad una donazione del vescovo di Trieste al monastero di San Giorgio. Tre anni più tardi è ancora al fianco del suo metropolita, impegnato in un arbitrato richiesto dall'abate di Millstatt per alcuni danni arrecati ai suoi monaci di San Foca. Verso la fine del 1154 accompagnò Pellegrino per incontrare l'imperatore Federico Barbarossa disceso in Italia e fece da testimone ad un privilegio concesso dal vescovo di Bamberga alla chiesa di Reichersperg. Nel 1158 accompagnò ancora una volta il patriarca per partecipare alla dieta di Roncaglia. Dopo quella data non si hanno più ulteriori riferimenti al vescovo.